# Knockepott
Der Knockepott (hochdeutsch: Knochentopf) ist ein Eintopf aus dem westlichen Münsterland.
Er wurde ursprünglich zur Resteverwertung aus Pfoten, Ohren und Schwänzen vom Schwein gekocht.
Heute nimmt man für Knockepott Eisbein mit Füßen, Rindfleisch, Zwiebeln, Gewürze und etwas Essig und lässt das Ganze sehr lange garen, bis das Fleisch faserig zerfällt. Er wird mit Brot oder Kartoffeln gegessen. 